# 3938 Чапронт
3938 Чапронт (3938 Chapront) — астероїд головного поясу, відкритий 2 серпня 1949 року.
Тіссеранів параметр щодо Юпітера — 3,471.